# 최정원 (쇼트트랙 선수)
최정원(崔貞洹, 1990년 3월 16일 ~ )은 대한민국의 여자 쇼트트랙 스피드 스케이팅 선수이다.

## 같이 보기
- 2010년 동계 올림픽 대한민국 선수단

## 참고문헌
- “Jung-Won Choi”. 《Vancouver 2010》. 2010년 5월 14일에 원본 문서에서 보존된 문서.